# Cryptachaea pallipera
Cryptachaea pallipera là một loài nhện trong họ Theridiidae.
Loài này thuộc chi Cryptachaea. Cryptachaea pallipera được Herbert Walter Levi miêu tả năm 1963.